# NGC 5126
إن جي سي 5126 (بالألمانية: NGC 5126) التي يرمز لها بالرمز NGC 5126، هي مجرة، في كوكبة قنطورس.

## الاكتشاف
اكتشفت في 6 مايو 1834، بواسطة جون هيرشل.